# Tournoi de Stratford de snooker
Le tournoi de Stratford de snooker est un ancien tournoi de snooker sur invitation disputé à Stratford-upon-Avon entre 1970 et 1972. 

## Historique
La première édition, disputée le 4 septembre 1970, a été remportée par Gary Owen aux dépens de Ray Reardon 6 manches à 4. Owen a réalisé pour meilleur score un break de 66 points contre 54 pour son adversaire. L'année suivante, John Spencer bat David Taylor 5–2 au Wilmcote Men's Club avec pour meilleure performance un break de 91. La troisième édition s'est déroulée au Wootton Wawen Social Club. Spencer atteint la finale mais est battu par Alex Higgins 6 manches à 3.

## Palmarès
| Année                             | Vainqueur                         | Finaliste                         | Score                             | Saison                            |                                   |
| Tournoi de Stratford (non classé) | Tournoi de Stratford (non classé) | Tournoi de Stratford (non classé) | Tournoi de Stratford (non classé) | Tournoi de Stratford (non classé) | Tournoi de Stratford (non classé) |
| --------------------------------- | --------------------------------- | --------------------------------- | --------------------------------- | --------------------------------- | --------------------------------- |
| 1970                              | Gary Owen                         | Ray Reardon                       | 6-4                               | 1970-1971                         |                                   |
| 1971                              | John Spencer                      | David Taylor                      | 5-2                               | 1971-1972                         |                                   |
| 1972                              | Alex Higgins                      | John Spencer                      | 6-3                               | 1972-1973                         |                                   |